# مارسل هارتل
مارسل هارتل (آلمانی: Marcel Hartel؛ زادهٔ ۱۹ ژانویهٔ ۱۹۹۶) بازیکن فوتبال اهل آلمان است.
از باشگاه‌هایی که در آن بازی کرده‌است می‌توان به باشگاه فوتبال کلن اشاره کرد.
وی همچنین در تیم ملی فوتبال زیر ۲۱ سال آلمان بازی کرده‌است.